# Славчо Босилков
Славчо Илиев Босилков е български икономист, офицер, генерал от МВР и политик от СДС.

## Биография
Роден е на 5 октомври 1947 г. в София. Завършва УНСС и квалификация в школата на МВР в Симеоново. От 1972 г. е в системата на МВР в стопанския отдел на Софийското градско управление. Между 1992 и май 1995 г. е заместник-директор на Национална служба „Полиция“, а от 1997 до 1998 г. и неин директор. Освободен е от президента Петър Стоянов по предложение на Богомил Бонев заради застреляната по погрешка от полицай при Петолъчката край Сливен Станиела Бугова. На 3 декември 1998 г. е освободен от длъжността директор на Националната служба „Полиция“ към Министерството на вътрешните работи. Съветник по въпросите на националната сигурност в Министерския съвет. На 16 октомври 2000 г. е удостоен със звание генерал-майор от МВР.. От 2000 до 2001 г. е главен секретар на МВР. На 1 септември 2001 г. е освободен от длъжността главен секретар на Министерството на вътрешните работи.